# Trúc Lâm Tam tổ
Trúc Lâm Tam Tổ là ba vị tổ thiền-phái Trúc Lâm.
Dòng Thiền Trúc Lâm do thượng hoàng-thiền sư Trần Nhân Tông (1258-1308), pháp-danh Điều-ngự Giác-hoàng khởi lập. Thượng hoàng được thờ là "Tổ Thứ Nhất". "Tổ Thứ Hai" là thiền-sư Pháp Loa Đồng Kiên Cương (1284-1330), soạn-giả bộ sách Thạch thất mị ngữ (石室寐語). "Tổ Thứ Ba" là thiền-sư Huyền Quang Lý Đạo Tái (1254-1334).
Ba vị tổ của thiền Phái Trúc lâm đều đi tu và Thành đạo ở Chùa Vĩnh Nghiêm Bắc Giang
- Vị Tổ thứ nhất: Thượng hoàng Trần Nhân Tông, Pháp danh: Điều Ngự Giác Hoàng là Thầy của Vị Tổ thứ 2 là Pháp Loa và Pháp Loa là Thầy của vị tổ thứ 3: Thiền sư Huyền Quang.
Sau Khi đi tu, thành đạo thì vị tổ của thiền phái Trúc lâm về Chùa Yên Tử để trụ trì. Còn vị Tổ thứ 2 về Chùa Quỳnh Lâm Quảng Ninh, Vị tổ thứ 3 về Chùa Côn Sơn Hải Dương. Thế nên Người ta mới có câu:
"Ai qua Côn Sơn, Yên Tử, Quỳnh lâm.
Vĩnh Nghiêm chưa đến thiền tâm chưa đành."
Về Nguồn gốc của Thiền Phái Trúc Lâm thì ta cần phải đi từ nguồn gốc của nó đó là: Như các bạn đã biết thì Thiền Phái Trúc lâm được hình thành trên cơ sở của dòng thiền Yên Tử. mà dòng thiền yên tử lại được tạo dựng trên cơ sở kết hợp của 3 dòng thiền trước đó là: Dòng thiền Ti ni đa lưu chi, Dòng thiền Vô Ngôn, Dòng thiền Thảo đường.